# 仙台坝镇
仙台坝镇，是中华人民共和国陕西省汉中市略阳县下辖的一个乡镇级行政单位。

## 行政区划
仙台坝镇下辖以下地区：
仙台坝村、羊儿坝村、娘娘坝村、新店子村和任家院村。